# John McAfee

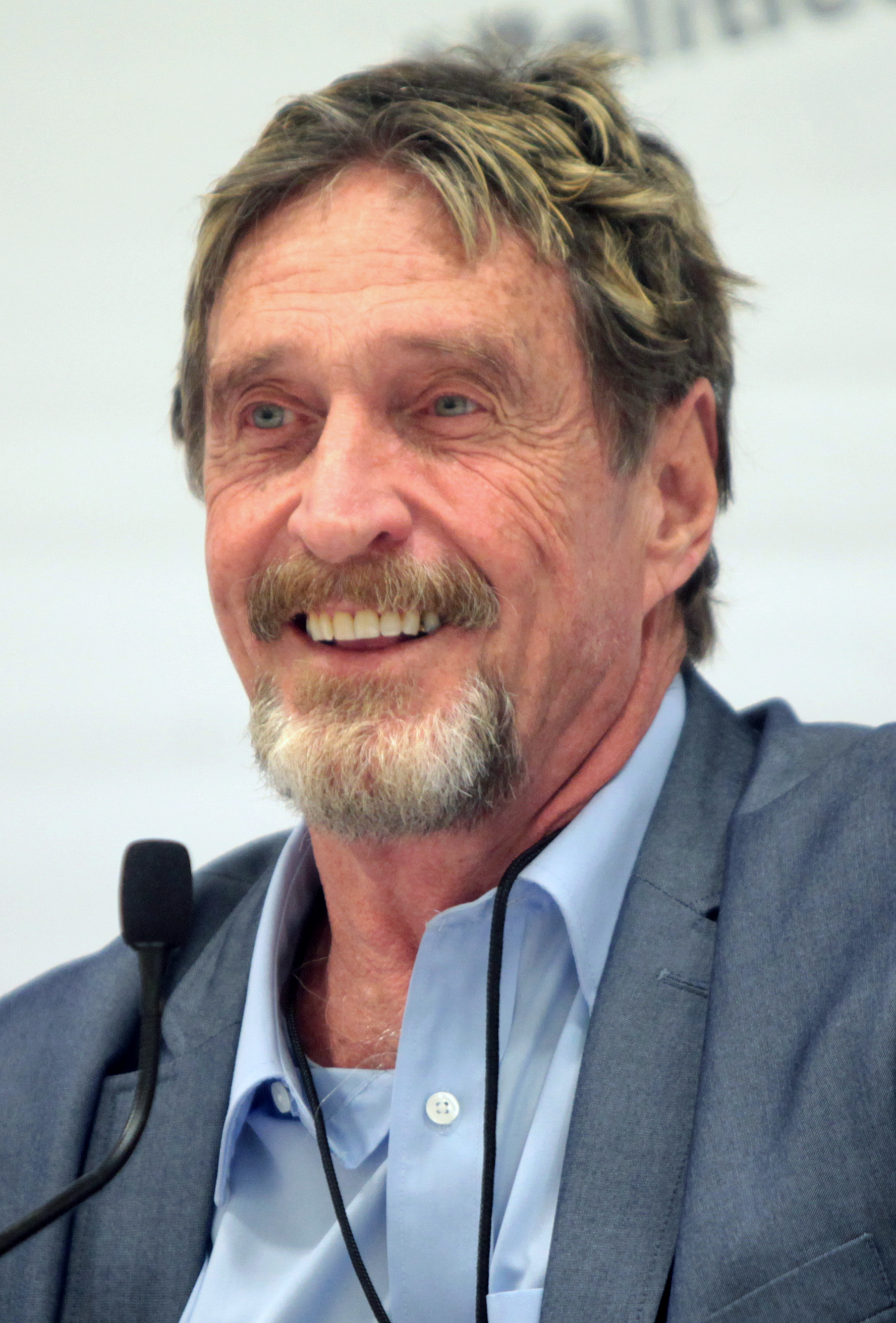
John McAfee (2016)

John David McAfee (* 18. September 1945 auf einem US-Militärstützpunkt in Schottland oder nach anderen Quellen in Sling, Gloucestershire; † 23. Juni 2021 in Sant Esteve Sesrovires, Provinz Barcelona, Spanien) war ein britisch-US-amerikanischer Unternehmer, Programmierer und ein Pionier bei der Entwicklung von Antiviren- und Computersicherheits-Software. 

## Leben

### Frühe Jahre
John McAfee wurde im Vereinigten Königreich als Sohn einer britischen Mutter und eines US-amerikanischen Soldaten geboren, verbrachte sein Leben aber überwiegend in den Vereinigten Staaten. Er besaß beide Staatsbürgerschaften. Ab seinem zweiten Lebensjahr wuchs er in Salem, Virginia auf. 1967 erlangte er dort am Roanoke College den Bachelor of Science in Mathematik. Bis 1970 studierte er an der Virginia Tech und zog dann in das Silicon Valley.
In den folgenden Jahren arbeitete er im Bereich der Hard- und Softwareentwicklung für General Electric, Univac, Lockheed Martin, Xerox, Siemens und IBM. Bei der NASA war er als Programmierer am Apollo-Programm beteiligt. Zwischenzeitlich lebte er in Brasilien, Deutschland, Großbritannien, Mexiko, Indien und Hongkong.

### Unternehmerische Tätigkeiten
1981 gründete McAfee mit Interpath Inc. ein Unternehmen, das sich mit der Entwicklung von Systemen zur Spracherkennung beschäftigte.

#### McAfee
1987 gründete er, noch bei Lockheed Martin angestellt, das Computersicherheitsunternehmen McAfee. Anlass war eine Infektion seines eigenen Computers mit dem ersten MS-DOS-Virus namens (c)Brain. John McAfee nutzte das Geschäftsmodell der Shareware zur Verbreitung seiner Virenschutzsoftware. 1992 kam seinem Unternehmen die Hysterie zum „Michelangelo“-Virus zugute; seine Reputation und die Umsatzzahlen explodierten förmlich. Teilweise wurde McAfee sogar die Schuld am großen Medienecho gegeben, da er in einem Interview von möglicherweise „5000 oder 15 Millionen infizierten Computern“ gesprochen hatte.
1994 zog er sich aus dem Unternehmen zurück und verkaufte 1997, als es mit Network General zu Network Associates fusionierte, seine Anteile an der Aktiengesellschaft. Von seinem zwischenzeitlich auf 100 Millionen Dollar geschätzten Vermögen sollen nach der US-Immobilienkrise, die im Jahr 2007 ihren Anfang nahm, nur etwa vier Millionen verblieben sein.

#### Nach McAfee
John McAfee betrieb ein Yogazentrum in Colorado, betätigte sich als Yogalehrer und verfasste mehrere Bücher über das Thema. Außerdem widmete er sich dem Aerotrekking, dem Fliegen in geringen Höhen in einem Ultraleichtflugzeug. Im Februar 2010 begann er in Orange Walk Town ein neues Geschäftsfeld aufzubauen, das Unternehmen QuorumEx, das unter Ausnutzung der Fähigkeit von Bakterien zum quorum sensing an der Entwicklung von Antibiotika arbeitet. John McAfee war auch der Gründer von Tribal Voice, das mit PowWow einen der ersten Instant-Messenger entwickelte.

### Späte Jahre
John McAfee wanderte bereits 2008 nach Belize aus. Im April 2012 wurde sein Anwesen von einer Spezialeinheit der belizischen Polizei durchsucht. Die gegen ihn erhobenen Vorwürfe des unerlaubten Waffenbesitzes und der Herstellung von Antibiotika und Drogen in einem illegalen Labor konnten jedoch nicht aufrechterhalten werden.
Ab November 2012 wurde er von der belizischen Polizei gesucht, um über seinen Nachbarn in San Pedro (Belize), Gregory Faull, befragt zu werden, der Opfer eines Tötungsdelikts geworden war. Die Behörden erhoben jedoch keine Anklage; auch bestritt McAfee eine Beteiligung.

### Flucht
McAfee tauchte für etwa drei Wochen unter. In diesem Zeitraum gab er mehrere Interviews und veröffentlichte auf seinem Blog Neuigkeiten. Auf seiner Flucht wurde er außerdem von den Reportern Rocco Castoro und Robert King begleitet. McAfee berichtet der Presse von einer angeblichen Verschwörung der belizischen Regierung gegen ihn. Die Computer, die er der Polizei in San Pedro gespendet hatte, seien verwanzt und mit Keyloggern ausgestattet gewesen. Dadurch habe er nachverfolgen können, dass die Regierung von Belize ihn ins Visier genommen hat und plane, ihn zu ermorden, da er sich weigert, Erpressungsgelder zu zahlen. Zudem wolle man ihm den Mord an seinem Nachbarn in San Pedro anhängen. All dies, so betonte er, könne er belegen. Am 5. Dezember erklärte er in Guatemala-Stadt, dass er dort politisches Asyl beantragen wolle, weil er von der Regierung in Belize verfolgt werde. Kurz darauf wurde er wegen eines Verstoßes gegen das Einwanderungsgesetz verhaftet, weil er nach seiner Einreise mit seiner Freundin in Puerto Barrios keinen Kontakt zur lokalen Einwanderungsbehörde aufgenommen hatte. McAfee war aufgrund der Metadaten von Fotografien, aufgenommen mit einem iPhone in Río Dulce, lokalisiert worden. Guatemala entsprach seinem Asylbegehren nicht und wies ihn am 12. Dezember mit seinem Einverständnis in die Vereinigten Staaten aus. Er landete noch am selben Tag in Miami.
Am 16. Mai 2013 brannte ein Teil von McAfees Anwesen bei Orange Walk Town nieder. Im Juni 2013 veröffentlichte McAfee ein Video mit einer Satire über sein Leben in Reichtum mit Frauen, Drogen und Waffen.
Nach eigenen Angaben hatte McAfee bis 1983 Probleme mit Alkohol und Kokain. 2015 gab es einen Vorfall mit Waffengebrauch unter Einfluss von Alprazolam.
Im September 2015 verkündete McAfee, er habe sich erfolgreich als unabhängiger Kandidat für die Präsidentschaftswahl in den Vereinigten Staaten 2016 registriert. Er wolle dafür eine Cyber-Partei gründen. McAfee wurde zwar nicht in den USA geboren (was von vielen Verfassungsrechtlern als Voraussetzung für die Kandidatur erachtet wird), jedoch auf einem US-Stützpunkt im Ausland, weshalb er trotzdem kandidieren könne. Ende Dezember 2015 wurde bekannt, dass McAfee die Nominierung als Präsidentschaftskandidat der Libertären Partei der USA anstrebte. Er landete auf dem Parteitag jedoch lediglich auf dem dritten Platz und schied aus.
2016 wurde der Dokumentarfilm Gringo: The Dangerous Life of John McAfee von Nanette Burstein über John McAfees Leben (vorrangig in Belize) veröffentlicht. ZDFinfo zeigte den Film erstmals im März 2021 unter dem Titel John McAfee – Das bizarre Leben des Software-Millionärs.
Im Juni 2018 kündigte McAfee erneut an, bei der folgenden US-Präsidentschaftswahl kandidieren zu wollen – entweder für die Libertäre Partei, falls diese auf ihn zukäme, oder mit einer von ihm gegründeten Partei. Beim Nominierungsparteitag der Libertarian Party im Mai 2020 wurde er jedoch abermals nicht nominiert.

## Verhaftung, Auslieferungsverfahren, Tod
Am 5. Oktober 2020 wurde McAfee in Spanien auf Betreiben der US-Strafbehörden verhaftet. Ihm wurde Steuerhinterziehung sowie unerlaubte Werbung für Kryptowährung vorgeworfen. Im März 2021 wurde berichtet, dass McAfee sowie ein als sein Berater und Leibwächter fungierender Mann in sieben Punkten angeklagt wurden. Vorgeworfen wurde ihnen unter anderem Betrug mit Kryptowährungen und Verschwörung zur Geldwäsche. In einer Auslieferungsanhörung erklärte McAfee, die Vorwürfe gegen ihn seien politisch motiviert. John McAfees Ehefrau Janice äußerte Besorgnis über seinen Zustand im Gefängnis. Seinen Angaben zufolge habe er nur verzögert nötige medizinische Behandlung erhalten. Auf Twitter warf seine Frau den US-Behörden vor, sie hätten die Absicht, McAfee im Gefängnis sterben zu lassen. Am 23. Juni 2021 beschloss die Audiencia Nacional de España seine Auslieferung an die USA. Während einer Gerichtsanhörung im Vormonat sagte McAfee, dass er bei einer Verurteilung angesichts seines Alters von 75 sein restliches Leben im Gefängnis verbringen würde; in den USA drohte ihm eine jahrzehntelange Haftstrafe. Wenige Stunden nach dem Beschluss der Audiencia Nacional starb McAfee laut seinem Anwalt in seiner Zelle durch Suizid.

### Verschwörungstheorien
Nach dem Tod McAfees kursierten im Internet zahlreiche Verschwörungstheorien; kurz nach Bekanntgabe wurde auf seinem offiziellen Instagram-Profil ein Bild mit dem Buchstaben Q publiziert, eine Anspielung auf QAnon-Verschwörungstheorien. Auch befeuerten frühere Tweets von McAfee Verschwörungstheorien; im Oktober 2020 hatte er aus dem Gefängnis getwittert: „Wenn ich mich erhänge, so wie Epstein, wird es nicht meine Schuld sein.“ Diese Auffassung vertritt auch seine Frau Janice McAfee, die in einem NBC-Interview sagte, dass sie auf die kommende Auslieferung gefasst und vorbereitet seien. Auch sei er nicht suizidal gewesen, dies begründet sie mit dem letzten Telefonat mit ihm, in dem er bestätigte sie zu lieben und sie am Abend nochmal anzurufen.

## Schriften (Auswahl)
- Computer viruses, worms, data diddlers, killer programs, and other threats to your system: What they are, how they work, and how to defend your PC, Mac, or mainframe. St. Martin’s Press, New York 1989, ISBN 978-0-312-02889-3.
- Into the Heart of Truth: The Spirit of Relational Yoga. Woodland Publications, Woodland Park, Colorado 2001, ISBN 978-0-9711569-1-3.